# Анастасий (Добрадин)
Архиепи́скоп Анаста́сий (в миру Алексе́й Миха́йлович Добради́н; 10 [22] марта 1828, Белые Кресты, Новгородская губерния — 1 [14] мая 1913, Воронеж) — епископ Русской православной церкви, архиепископ Воронежский и Задонский.

## Биография
Родился 10 (22) марта 1828года в селе Белые Кресты в семье причётника.
Первоначальное образование получил в Устюженском духовном училище. В 1849 году окончил Новгородскую духовную семинарию, в 1853 году — Санкт-Петербургскую духовную академию со степенью «магистр богословия».
1 декабря 1853 года был рукоположён во священника.
В 1855 году защитил магистерскую диссертацию на тему: «О христианских апологетах II—III в.в.»
В 1880—1882 — ректор Витебской семинарии.
До 1882 года — священник в Новгородской епархии, в Полоцком кадетском корпусе.

### Архиерейство
Овдовев, 26 марта 1882 года принял монашество. И 6 июня 1882 года был рукоположён во епископа Выборгского, 2-го викария Петербургской епархии.
С 28 сентября 1882 года — епископ Старорусский, викарий Новгородской епархии.
С 21 мая 1888 года — епископ Калужский и Боровский.
Попав на Калужскую кафедру, он сразу завёл дневник наблюдений за приходами, духовенством, духовно-учебными заведениями. Причём для составления его менее чем за 2 года объехал все 642 прихода. На основании же собранных данных сменил всех 43 благочинных, чего никогда ни ранее, ни после не бывало.
Запомнился калужанам организацией и проведением празднования в честь 900-летия Крещения Руси летом 1888 года.
3 июня 1890 года был назначен на Воронежскую кафедру.
В 1901 открыт церковный историко-археологический комитет.
6 мая 1902 года возведён в сан архиепископа.
Скончался 1 мая 1913 года и был погребен в соборе Митрофаниевского монастыря Воронежской епархии.
В августе 1956 года, после разрушения собора и монастыря, прах архиерея был перезахоронен на городском Коминтерновском кладбище, в 1993 году останки перенесены во вновь созданный некрополь Акатова во имя святого Алексия женского монастыря.